# Ciomârtan
Ciomârtan – wieś w Rumunii, w okręgu Suczawa, w gminie Zamostea. W 2011 roku liczyła 250 mieszkańców. 